# Газлійські землетруси
Газлійські землетруси — серія землетрусів у м. Ґазлі, Західний Узбекистан.

## Землетруси XX століття
У 1976 році в селищі газовиків Ґазлі сталося два сильні землетруси з інтервалом 40 днів. Уперше район приблизно за 100 км від Бухари струснуло 8 квітня. Сила підземних поштовхів в епіцентрі становила 9—10 балів за 12-бальною шкалою. Унаслідок землетрусу майже всі будівлі Газлі виявилися частково зруйновані. Уцілілих людей переселили в намети поруч із їхніми будинками. Дітей за рішенням керівництва Узбецької РСР вивезли до Бухари.
17 травня 1976 року в Узбекистані стався новий сильний землетрус, який відчувався як серія підземних поштовхів, що тривали 50 секунд. Селище Ґазлі, у якому проживали близько 13 тис. осіб, було зруйноване. Під час землетрусу вода у невеликому місцевому озері Каракир швидко перемістилася з однієї частини водоймища в іншу, оголивши дно на очах здивованих рибалок. Масових жертв вдалося уникнути, оскільки мешканців заздалегідь переселили до наметів. Керівництво Узбецької РСР розпорядилося відбудувати селище наново.
Наступний сильний підземний поштовх був зафіксований 20 березня 1984 року. Воно теж супроводжувалося значними руйнуваннями.
Триразове повторення землетрусів із магнітудою більш як 7 протягом 8 років — рідкісний випадок у світовій сейсмологічній практиці.
Існували припущення про техногенний характер газлійських землетрусів, причинами яких могла стати безконтрольна розробка газового родовища в районі Ґазлі, що створила величезне поле додаткових напруг у земній корі. До 1976 року район Ґазлі належав до району 4-бальних землетрусів (за 12-бальною шкалою). Після серій цих землетрусів вчені переглянули свої аргументи і тепер віднесли район міста Ґазлі до високосейсмічних районів землі. До сьогоднішнього часу в Ґазлі відбуваються 5—8 землетрусів різної сили на рік.